# Joanna Fiodorow
Joanna Fiodorow (née le 4 mars 1989 à Augustów) est une athlète polonaise, spécialiste du lancer du marteau.

## Biographie
Le 8 juillet 2016, elle se classe 10e des Championnats d'Europe d'Amsterdam avec 69,48 m. Le 26 août 2017, elle décroche la médaille de bronze de l'Universiade à Taipei avec 71,33 m.
Le 12 août 2018, elle remporte la médaille de bronze des championnats d'Europe de Berlin avec un jet à 74,00 m, derrière sa compatriote Anita Włodarczyk (78,94 m) et la Française Alexandra Tavernier (74,78 m).
Lors des Championnats du monde de 2019 à Doha, elle remporte la médaille d'argent en battant son record personnel avec 76,35 m.

## Palmarès
| Date | Compétition                          | Lieu                                | Résultat | Marque  |
| ---- | ------------------------------------ | ----------------------------------- | -------- | ------- |
| 2009 | Championnats d'Europe espoirs        | Kaunas                              | 4e       | 62,49 m |
| 2011 | Championnats d'Europe espoirs        | Ostrava                             | 2e       | 70,06 m |
| 2012 | Jeux olympiques                      | Londres                             | 7e       | 72,37 m |
| 2013 | Jeux de la Francophonie              | Nice                                | 6e       | 67,53 m |
| 2014 | Championnats d'Europe par équipes    | Brunswick                           | 2e       | 72,23 m |
| 2014 | Championnats d'Europe                | Zurich                              | 3e       | 73,67 m |
| 2015 | Coupe d'Europe hivernale des lancers | Leiria                              | 2e       | 70,90 m |
| 2015 | Universiade                          | Gwangju                             | 2e       | 69,69 m |
| 2016 | Championnats d'Europe                | Amsterdam                           | 10e      | 69,48 m |
| 2016 | Jeux olympiques                      | Rio de Janeiro                      | 9e       | 69,87 m |
| 2017 | Championnats du monde                | Londres                             | 6e       | 73,04 m |
| 2017 | Universiade                          | Taipei                              | 3e       | 71,33 m |
| 2018 | Championnats d'Europe                | Berlin                              | 3e       | 74,00 m |
| 2018 | Challenge IAAF du lancer de marteau  | Challenge IAAF du lancer de marteau | 3e       | —       |
| 2019 | Championnats d'Europe par équipes    | Bydgoszcz                           | 2e       | 72,13 m |
| 2019 | Championnats du monde                | Doha                                | 2e       | 76,35 m |
| 2021 | Jeux olympiques                      | Tokyo                               | 7e       | 73,83 m |

## Records
| Épreuve           | Marque  | Lieu | Date              |
| ----------------- | ------- | ---- | ----------------- |
| Lancer du marteau | 76,35 m | Doha | 28 septembre 2019 |